# دعائم الاسلام
دعائم الاسلام (عربی: دعائم الإسلام به معنای روشن شد ارکان اسلام) یک کتاب فقهی شیعه اسماعیلی است.
این کتاب توسط القاضی النعمان نوشته شده‌است. او به عنوان داعی چهار امام (از امام یازدهم اسماعیلی عبدالله المهدی بالله تا امام چهاردهم العزیز بالله چهار خلیفه اول فاطمی مصر) خدمت کرد. این کتاب با استناد به ارجاعات چهار امام اول فاطمی و امامان پیشین شیعه، محمد باقر و جعفرصادق، تأکید می‌کند که اسلام به آداب و ادب در کنار عبادت، عبادت خدا، اهمیت داده‌است.
امامان و خلفای بعدی فاطمی و داعیان اسماعیلیه بر داعم الاسلام تکیه کرده‌اند. امام شانزدهم فاطمیان - خلیفه الحکیم بعمر الله (۹۹۶–۱۰۲۱) به داعی خود، هارون بن محمد در یمن دستور داد که فقط در پرتو داعم الاسلام تصمیم بگیرد.

## معرفی کتاب
در کتاب دعائم الاسلام، آنچه بیش از هر چیز، جلب توجه می کند، احترام و تکریم بسیار نویسنده آن به اهل بیت پیامبر است. این ویژگی در کتابهای دیگر او نیز، به چشم می خورد.

این اثر، کم وبیش، همه بابهای معروف فقه را در بر دارد. افزون بر آنها، مبحث نخست کتاب به موضوع (ولایت) اختصاص یافته که نویسنده در آن، محبت و ایمان خود را نسبت به اهل بیت با آوردن روایاتی چند، نشان می‌دهد.